# Grodziszów
Grodziszów is een dorp in de Poolse gemeente Święta Katarzyna, in woiwodschap Neder-Silezië, in het zuidwesten van Polen. Tot 1945 lag het dorp in Duitsland.
Het dorp ligt op 17km ten zuidoosten van de regionale hoofdstad Wrocław.